# Godzilla Trading Battle
Godzilla Trading Battle (ゴジラ トレーディングバトル) is een computerspel voor de PlayStation, gebaseerd op het monster Godzilla. Het spel werd ontwikkeld door Toho, en enkel uitgebracht in Japan in 1998.
In het spel komt bijna elk Toho-monster voor dat tot dusver was bedacht, en zes originele monsters.

## Monsters
- Godzilla (1962, 1954, en heisei versie)
- Rodan (normaal en fire)
- Anguirus
- Baragon
- King Ghidorah (Showa, Heisei en "Mecha")
- Mechagodzilla (Showa MK 1, Showa MK 2 en Super Mechagodzilla)
- Biollante (Laatste vorm)
- Megalon
- King Caesar
- Titanosaurus
- Gigan
- Battra (Larve en volwassen vorm)
- Destoroyah (alle vier vormen)
- Hedorah
- Zilla
- Kamoebas
- Death Ghidorah
- Godzilla Junior (kind en volwassen)
- Atragon
- Black Godzilla
- Burning Godzilla
- Mothra (Larve en volwassen, Showa era, aqua mothra en rainbow mothra)
- Moguera (Showa en heisei)
- Dogora
- Ebirah
- Gabara
- Gaira
- Ganimes
- Garuda Ship
- Gezora
- Kamacuras
- Gorosaurus
- Jet Jaguar
- Maguma
- Manda
- King Caesar
- Minilla
- Maser
- Kumonga
- Super X 3
- SY3
- UFO
- Varan
- Balkzardan
- Barugaron
- Vagnosaurus
- Razin
- Jyarumu
- Shiigan